# Giacomo Besio
Giacomo Besio, oppure Jacopo Besio (Savona, circa 1580 – circa 1650), è stato un architetto italiano.

## Biografia

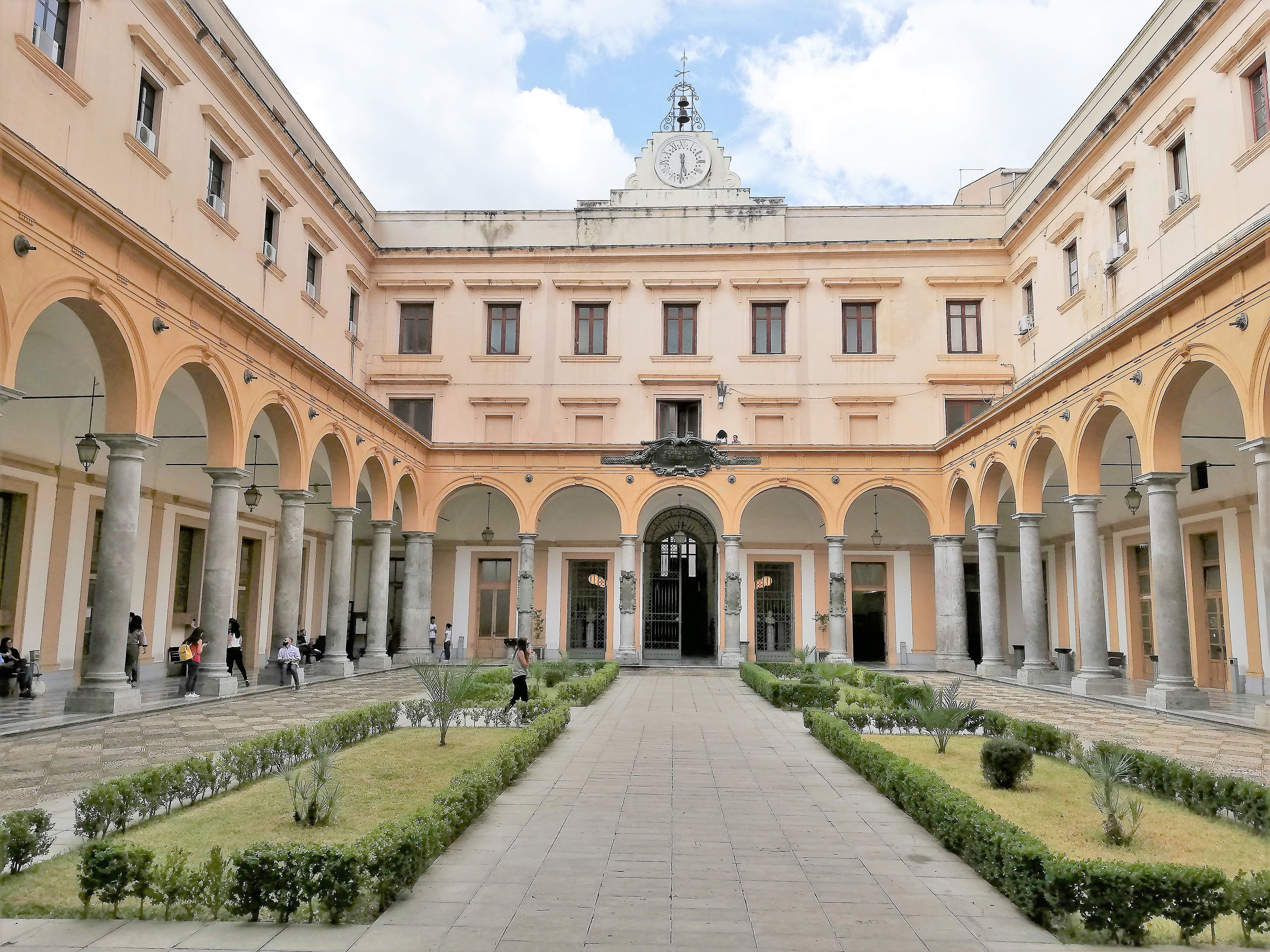
Atrio del convento dei Teatini, oggi facoltà di giurisprudenza di Palermo

Giacomo Besio nacque a Savona intorno al 1580.
Studiò matematica e architettura a Genova ed esordì collaborando alla costruzione della chiesa di San Siro a Genova.
Dopo di che entrò nell'ordine dei frati Teatini, divenendone l'architetto per la Sicilia, e lavorando soprattutto a Palermo.
La chiesa di San Giuseppe dei Teatini, secondo alcune fonti storiche e artistiche fu progettata da lui, invece altre fonti affermano che Besio fu autore solamente della sacrestia e direttore dei lavori fino al compimento e che l'architetto fu Pietro Caracciolo.
La chiesa di san Giuseppe dei Teatini, costruita e interamente decorata per i teatini, risultò probabilmente la prima chiesa barocca costruita a Palermo.
I lavori incominciarono nel 1612 e terminarono nel 1645; la chiesa è composta di tre navate e transetto, con cupola (progettata da Giuseppe Mariani da Pistoia) sull'incrocio della navata maggiore col transetto stesso, essa si ispira allo schema della chiesa genovese del periodo manieristico, con alcune lievi modifiche quali, ad esempio, l'abolizione delle colonne binate.
Giacomo Besio era molto apprezzato dal viceré il Duca di Osuna, uno dei principali promotori delle opere artistiche e architettoniche di Palermo.
Giacomo Besio progettò anche il convento dei Teatini (1619-1640), adiacente all'oratorio di San Giuseppe dei Falegnami e alla chiesa di San Giuseppe dei Teatini: la struttura era collegata alla chiesa tramite archiponti e si caratterizzò per un grande chiostro dall'imponente colonnato dorico con archi a tutto sesto con volte a crociera.